# Majiayaokulturen
Majiayaokulturen är beteckningen på en grupp neolitiska samhällen i Kina som främst hade sin utbredning i den övre Gula flodenregionen i östra Gansu, östra Qinghai och norra Sichuan. Denna kultur existerade från 3300 till 2000 f.Kr. Majiayaokulturen representerar de tidigaste jordbrukssamhällena i denna del av Kina och den är mest känd för sin målade keramik, vilken anses vara en höjdpunkt för keramikindustrin under denna tid. 

## Historia
Den arkeologiska platsen hittades först 1924 nära byn Majiayao (Ma Chia Yao, Ma-Kia-Yao i äldre litteratur) i häradet Lintao, Gansu av den svenska arkeologen Johan Gunnar Andersson, som ansåg den vara en del av Yangshaokulturen. Efter arkeologen Xia Nais arbete, grundaren av den moderna arkeologin i Kina, har den sedan dess betraktats som en egen kultur döpt efter byn vid Anderssons utgrävningsplats. Tidigare kallades den "Gansu Yangshaokulturen". Denna kultur utvecklades från den senare delen av Yangshaokulturen, genom en mellanliggande Shilingxia-fas. Kulturen delas ofta upp i tre olika perioder: Majiayao (3300–2500 f.Kr.), Banshan (2500–2300 f.Kr.) och Machang (2300–2000 f.Kr.). 
I slutet av det tredje årtusendet f.Kr. efterföljdes Majiayaokulturen av Qijiakulturen på ett flertal olika platser i tre huvudområden: östra Gansu, centrala Gansu och västra Gansu/östra Qinghai.

## Lokalisering
Majiayaokulturens bo- och gravplatser återfinns huvudsakligen på terrasser längs dalgångarna för den övre Weifloden, övre Bailongfloden, mellersta och nedre Taofloden och Daxiafloden, övre Gula floden, Huangshuifloden och nedre Datongfloden.

## Keramik
De mest karakteristiska artefakterna i Majiayaokulturen är den målade keramiken. Under Majiayaoperioden dekorerades kärlen med mönster i svart pigment med svepande parallella linjer och prickar. Keramik i Banshanperioden utmärks av böjda mönster med både svarta och röda färger. Machangperiodens keramik är liknande, men ofta inte så noggrant utförd. Dess utveckling är förknippad med kontakter mellan jägare-samlare i Qinghairegionen och den i öster västerut expanderande Yangshaokulturen.
I motsats till vanligt keramik producerades Majiayaomålad keramik i stora, centraliserade verkstäder. Den största neolitiska verkstaden som finns i Kina ligger vid Baidaogouping, Gansu. Tillverkningen av stora mängder målad keramik innebar att det fanns professionella hantverkare som producerade den, vilket anses indikera en ökad social komplexitet. Kontroll över produktionsprocessen och kvaliteten minskade under Banshan-perioden, eventuellt på grund av ökad efterfrågan på keramik för bruk i begravningsritualer, vilket kan liknas vid det som Hung Ling-yu kallar "det moderna Wal-Mart-syndromet".

Exempel på Majiayaokeramik från olika perioder
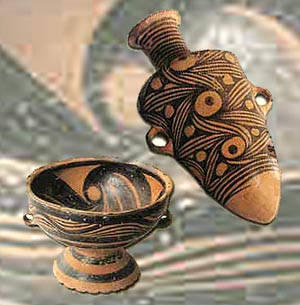
Majiayaoperioden.
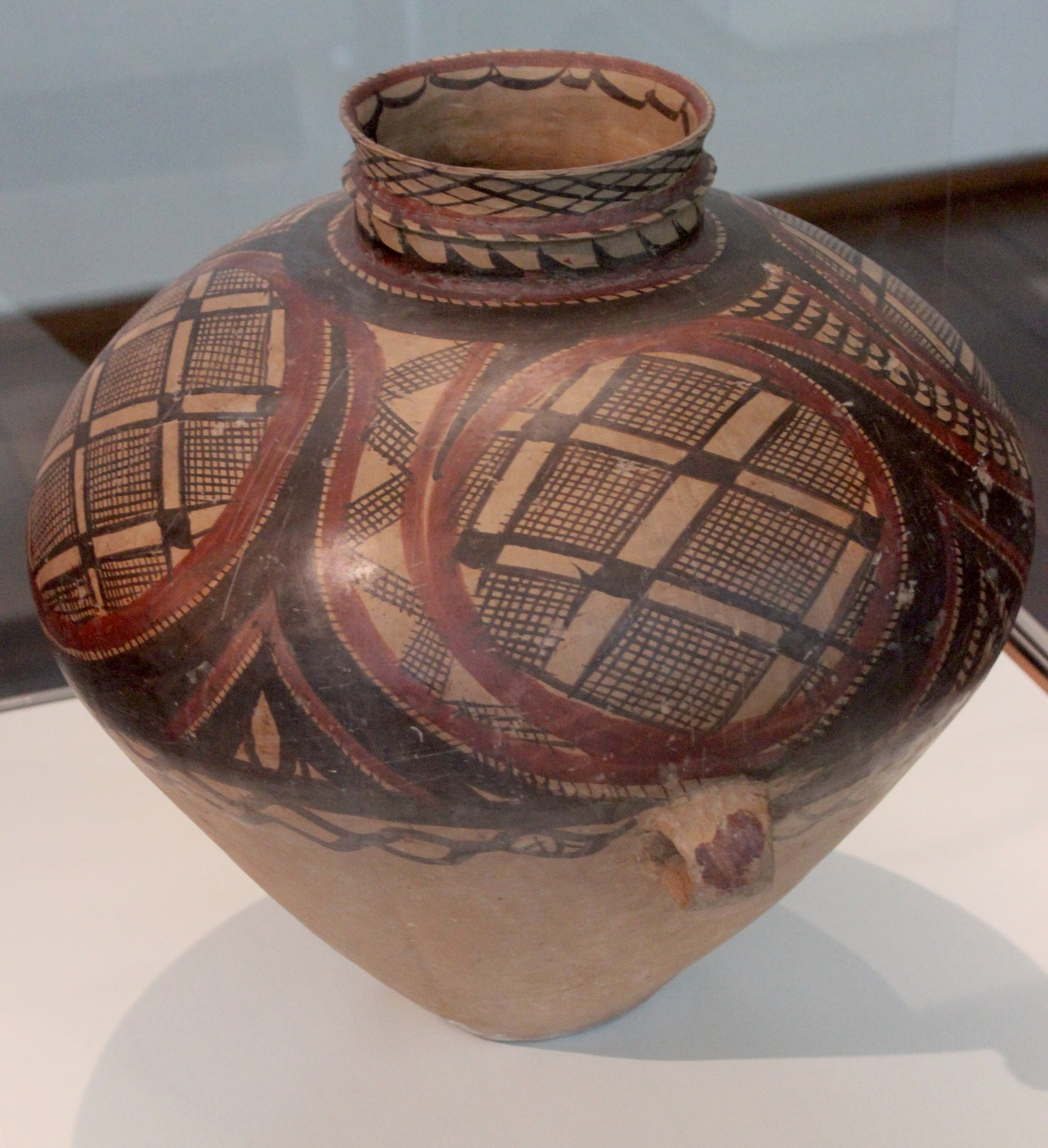
Banshanperioden.
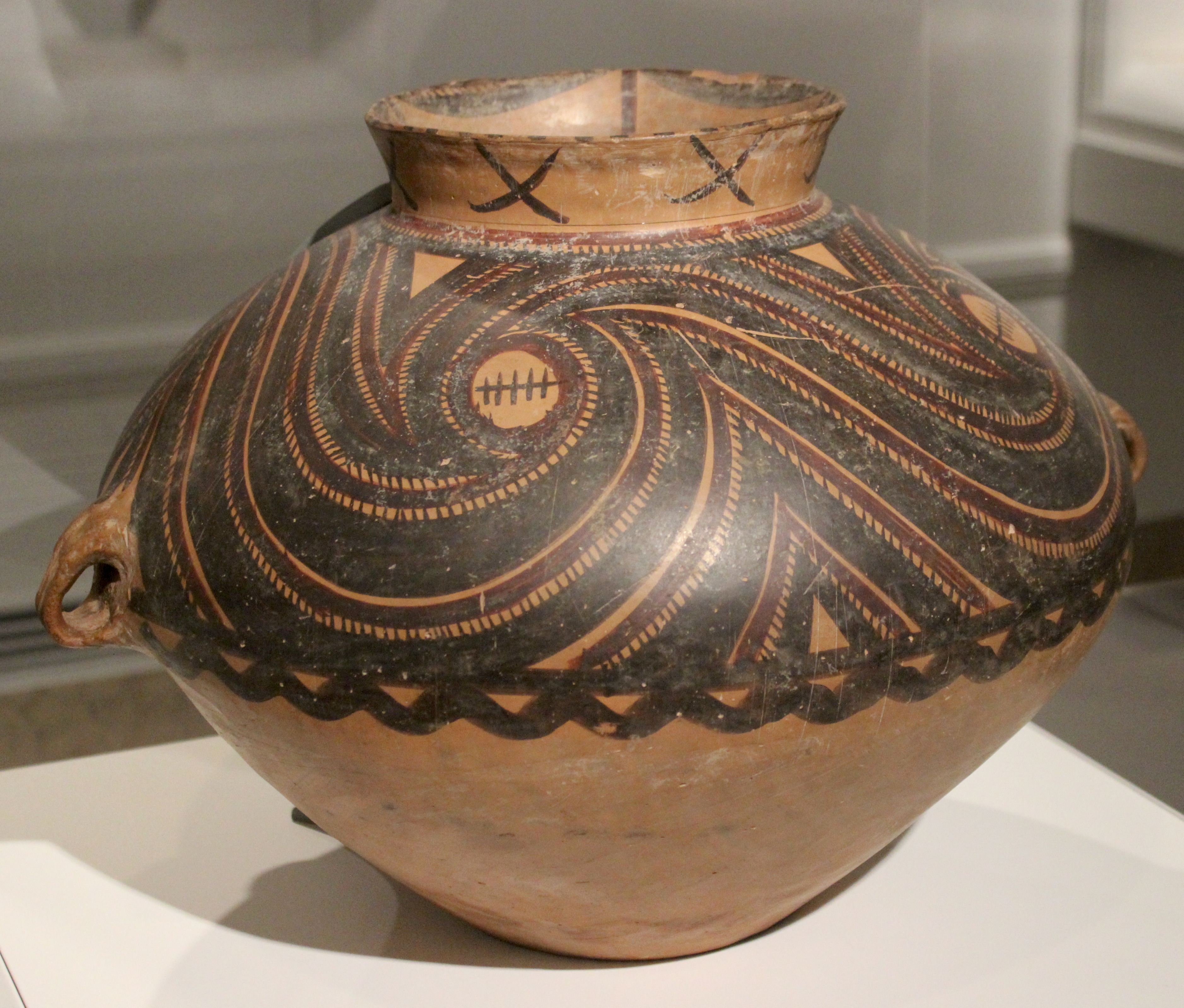
Banshanperioden.
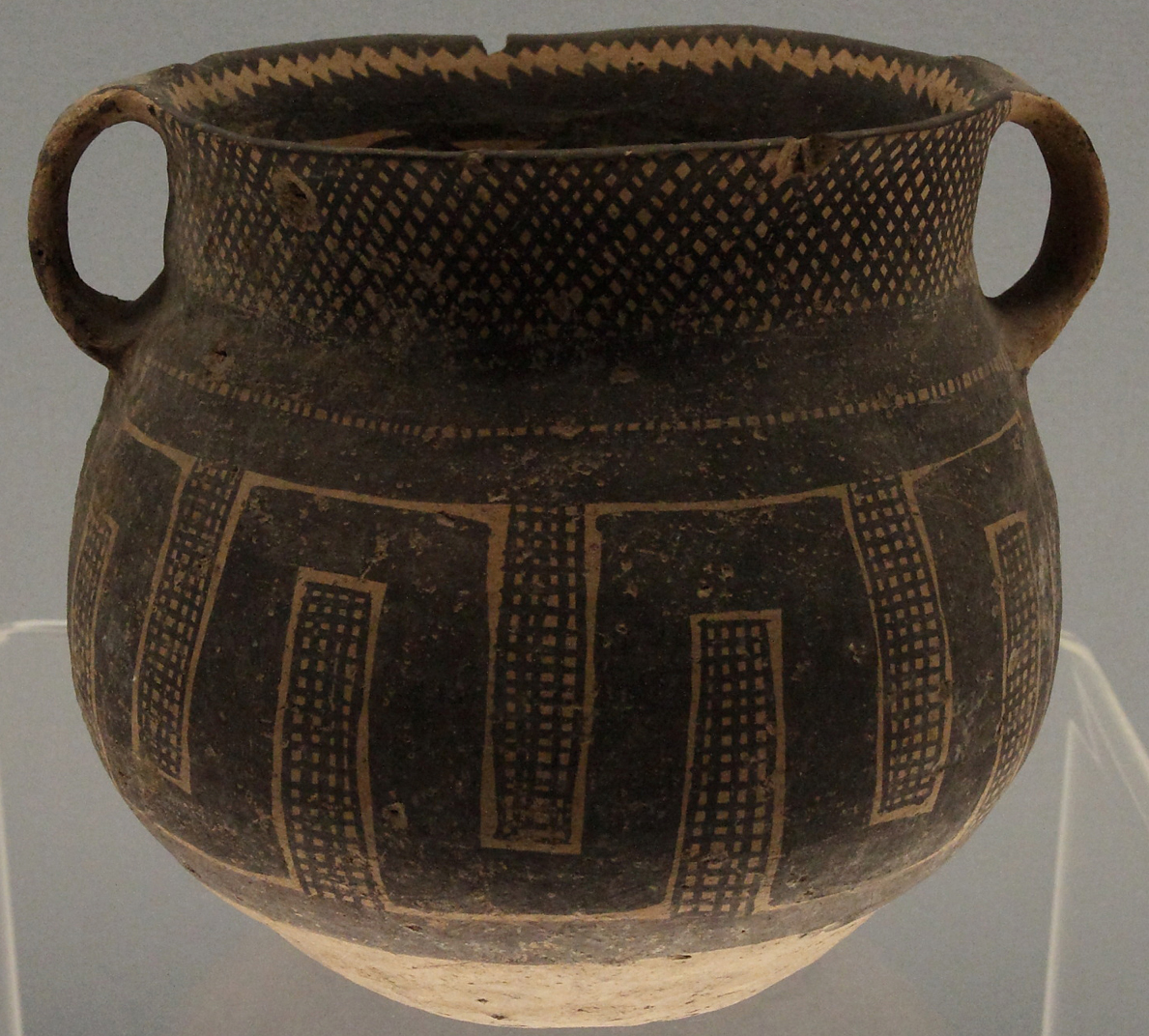
Machangperioden.
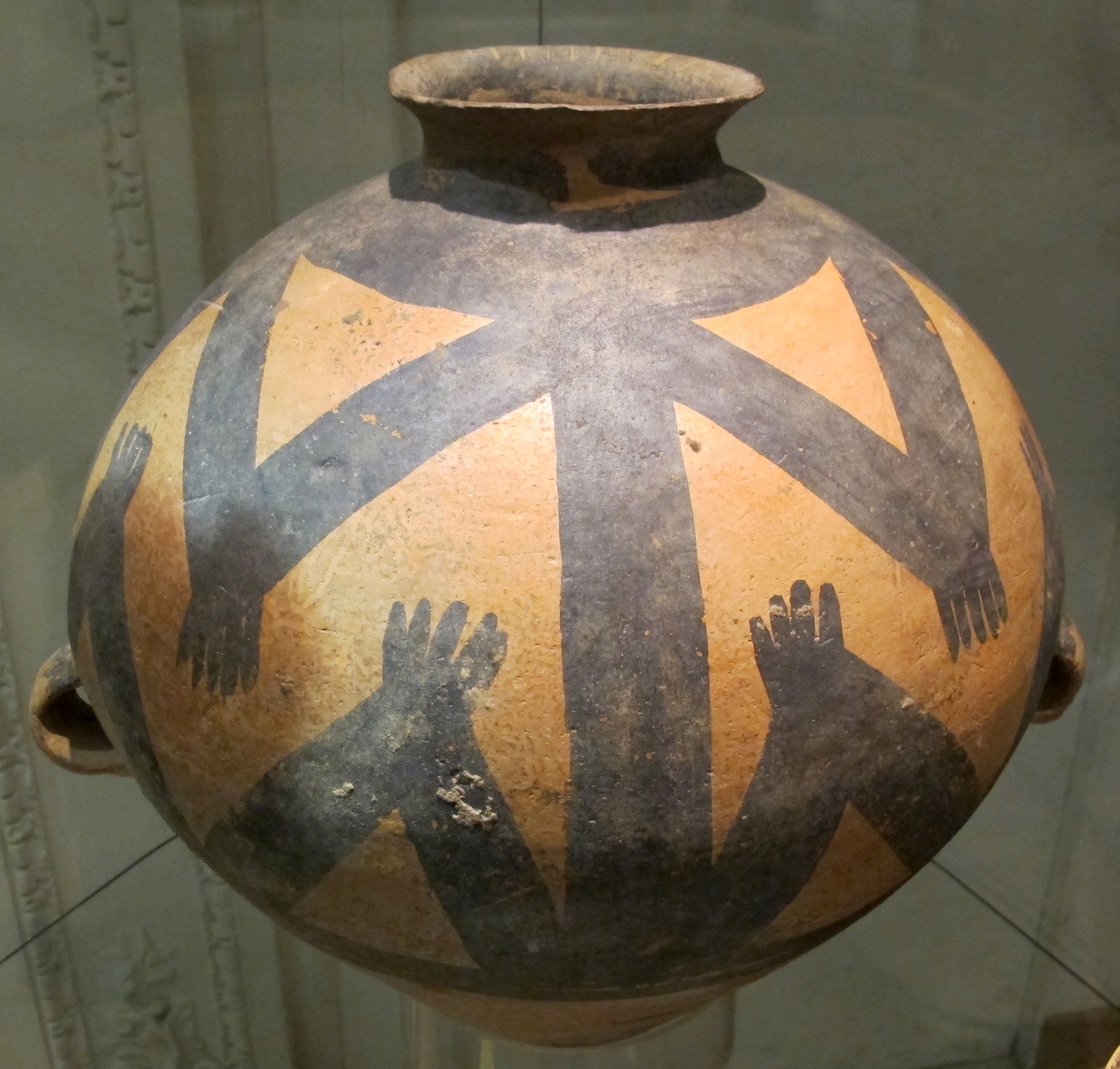
Machangperioden.

## Brons
Det äldsta bronsobjektet i Kina är en kniv från en Majiayaoplats i Dongxiang, Gansu, som daterats till 2900–2740 f.Kr. Ytterligare koppar- och bronsobjekt har hittats från Machangperioden i Gansu. Metallurgi spred sig till mellersta och nedre Gula flodenregionen i slutet av 3:e millenniet f.Kr..

## Klimatförändringar
Forskare har kommit till slutsatsen att Majiayaokulturens utveckling har klara kopplingar till samtida klimatförändringar. En grupp forskare från Lanzhou University har undersökt klimatförändringar i regionen och resultaten visar att klimatet var vått under 5830 till 4900 BP, vilket främjade utvecklingen av den tidiga och mellersta delen av Majiayaokulturen i östra Qinghaiprovinsen. Men från 4900 till 4700 BP var klimatet betydligt torrare i detta område, vilket kan förklara den nedgång och östliga rörelse av förhistoriska kulturer under övergångsperioden under andra halvan av Majiayaokulturen.
Övergången från Yangshao till Majiayao sammanfaller klimatiskt med Piora Oscillation.